# Богданово (Кадомский район)
Богданово — деревня в Кадомском районе Рязанской области. Входит в Восходское сельское поселение.

## География
Находится в восточной части Рязанской области на расстоянии приблизительно 17 км на запад по прямой от районного центра поселка Кадом.

## История
Известна была с 1676 года. В 1862 году здесь (тогда сельцо Темниковского уезда Тамбовской губернии) было учтено 29 дворов.

## Население
| 2010 | 2023 |
| ---- | ---- |
| 0    | →0   |

Численность населения: 429 человек (1862 год), 0 как в 2002 году, так и в 2010.